# Mátis Lilla
Mátis Lilla (Budapest, 1948. november 14. –) tv-rendező.

## Életpályája
1968–1993 között a Mafilmnál volt asszisztens, rendezői munkatárs, majd rendező. 1979-ben végzett a Színház- és Filmművészeti Főiskola adásrendező szakán. 1983–1984 között a Balázs Béla Stúdió vezetőségi tagja volt. 1994-től a Duna Televízió szerkesztő-rendezője.

## Filmjei
- Tisztelet az öregasszonyoknak (1971)
- Végre, hétfő! (1971)
- Még kér a nép (1972)
- Kincskereső kisködmön (1973)
- Csínom Palkó (1973)
- Álmodó ifjúság (1974)
- Makra (1972)
- Ha megjön József (1976)
- Tükörképek (1976)
- Sámán (1977)
- Filmregény - Három nővér (1978)
- Fagyöngyök (1978)
- Utolsó tétel (1979)
- Irén (1979)
- Csontváry (1980)
- "Sír lobog a szeretet..." (1983)
- Bebukottak (1985)
- In memoriam Hajnóczy Péter (1985)
- Megkötözöttek (1989)
- Börtönmisszió (1991)
- Sion (1992)
- Fenyődísz (1993)
- Karácsonyi történet (1993)
- Firinc (1994)
- Purim Jeruzsálemben (1996)
- Fohász (1996)
- Modern etnika (1996)
- Polányi passió (1998)
- Tükör (1999)
- Sátrak ünnepe Jeruzsálemben (2000)
- Még mindig ültetek fákat… (2000)
- Gyermekszemmel a Biblia (2000)
- Huszárik Kata portré (2001)
- A piacere (2002)
- Ember Judit - Pócspetri (2002)
- Elégia Huszárik Zoltánról (2002)
- "Mély kútba tekinték..." (2002)
- Beszélgetés a holocaustról fiatalokkal (2003)
- Láng Edit (2004)
- Esti szürkületben (2005)
- Mi két hazát szeretünk (2008)
- Negatív magyar filmtörténet (2010)